# Raumati South
Raumati South ist eine Stadt im Kapiti Coast District der Region Wellington auf der Nordinsel von Neuseeland.
Die Stadt ist eng verwoben mit dem nördlich angrenzenden Raumati Beach und da beide Orte über die Jahre zusammengewachsen sind, sie sich heute wie eine Stadt darstellen. Gleichwohl werden sie auf Landkarten immer noch getrennt aufgeführt.

## Namensherkunft
In der Sprach der Māori bedeutet „raumati“ so viel wie „Sommer“.

## Geographie
Raumati South befindet sich rund 3 km südwestlich des Stadtzentrums von Paraparaumu und nördlich direkt angrenzend an Raumati Beach. Zusammen mit Paraparaumu, Paraparaumu Beach, Otaihanga, Waikanae und Waikanae Beach, bilden die beiden an der Kapiti Coast liegenden Städte ein Siedlungszentrum mit zusammen über 37.000 Einwohner, rund 76 % der Gesamtbevölkerung des Distrikts.
Zu erreichen ist die Stadt, die über eine Fläche von 565 Hektar verfügt, über den New Zealand State Highway 1, der östlich an dem Siedlungsgebiet vorbeiführt und Raumati South mit Porirua im Süden und Wellington weiter südlich verbindet.
Südlich an die Stadt grenzt der 12 km² großen Queen Elizabeth Park an, dahinter liegend das Dorf Paekakariki.

### Klima
Wie in der gesamten Kapit Coast Region herrscht auch in Raumati South während der Sommermonate wegen der Trockenheit ein Wassermangel.

## Geschichte
Der Ort wurde 1920 von Unternehmern als Erholungsort angelegt.

## Bevölkerung
Zum Zensus des Jahres 2013 zählte die Stadt 1401 bewohnte Häuser mit zusammen 3594 Einwohnern, 1,4 % mehr als zur Volkszählung im Jahr 2006.

## Sehenswürdigkeiten
- Der Queen Elizabeth Park (Neuseeland) wurde durch die Dreharbeiten für den Kinofilm Der Herr der Ringe bekannt. In dem Film wurde der Park für die Darstellung des Pelennor genutzt, einer Ebene fruchtbaren Ackerlandes, auf dem eine Schlacht stattfand.
- Raumati South ist für seinen kunstbetonten Lebensstil bekannt.

## Bildungswesen
Die Stadt verfügt mit der Raumati South School über eine Grundschule mit den Jahrgangsstufen 1 bis 8. Im Jahr 2016 besuchten 465 Schüler die Schule. Neben ihr gibt es auch eine von den Neuseeländern Te Ra genannte Waldorfschule in der Stadt, in Neuseeland eine seltene Besonderheit.

## Sport
Die Kapiti Bears, der 1970 gegründete Kapiti Coast Rugby League Club, befindet sich am Matthews Park an der Ortsgrenze zu Raumati Beach.

## Ereignis
Im Jahr 2009 beschloss der Kapiti Coast Region Council gegen den Willen der Mehrheit der Anwohner das umstrittene Projekt der Verlegung und gleichzeitigen Verbreiterung des New Zealand State Highway 1 inmitten durch Raumati und weiter nördlich durch Paraparaumu und Waikanae.